# Peter Kirby
Peter Murray Kirby, född 17 december 1931 i Montréal, är en kanadensisk före detta bobåkare.
Kirby blev olympisk guldmedaljör i fyrmansbob vid vinterspelen 1964 i Innsbruck.